# Andover (Ohio)
Andover és una vila dels Estats Units a l'estat d'Ohio. Segons el cens del 2000 tenia 1.269 habitants.

## Demografia
Segons el cens del 2000, Andover tenia 1.269 habitants, 427 habitatges, i 271 famílies. La densitat de població era de 357,6 habitants/km².
Dels 427 habitatges en un 34,4% hi vivien nens de menys de 18 anys, en un 51,1% hi vivien parelles casades, en un 9,4% dones solteres, i en un 36,3% no eren unitats familiars. En el 33,5% dels habitatges hi vivien persones soles el 21,1% de les quals corresponia a persones de 65 anys o més que vivien soles. El nombre mitjà de persones vivint en cada habitatge era de 2,53 i el nombre mitjà de persones que vivien en cada família era de 3,27.
Per edats la població es repartia de la següent manera: un 25% tenia menys de 18 anys, un 5,6% entre 18 i 24, un 25,2% entre 25 i 44, un 22,5% de 45 a 60 i un 21,7% 65 anys o més.
L'edat mediana era de 40 anys. Per cada 100 dones de 18 o més anys hi havia 82 homes.
La renda mediana per habitatge era de 31.250 $ i la renda mediana per família de 45.526 $. Els homes tenien una renda mediana de 31.845 $ mentre que les dones 22.679 $. La renda per capita de la població era de 14.702 $. Aproximadament el 8,2% de les famílies i el 10,7% de la població estaven per davall del llindar de pobresa.

## Poblacions properes
El següent diagrama mostra les poblacions més properes.